# 阿奇·克拉克
阿奇·L·克拉克（英語：Archie L. Clark，1941年7月15日—），美国NBA联盟前职业篮球运动员。他在1966年的NBA选秀中第4轮第37顺位被洛杉矶湖人选中。